# اوپل امگا

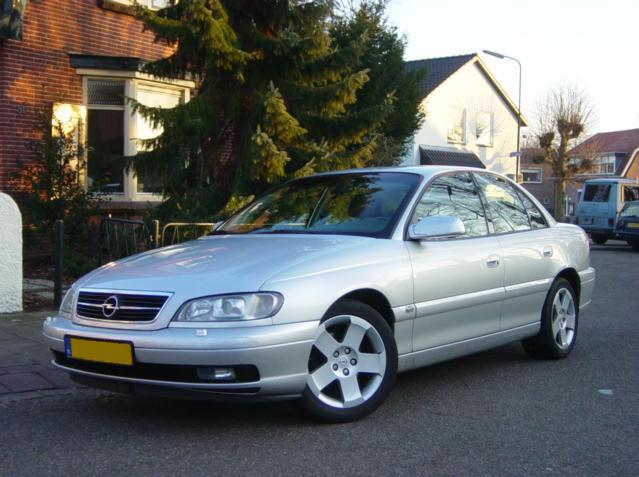

اوپل امگا (Opel Omega) خودرویی است که در سال‌های ۱۹۸۶ تا ۲۰۰۳تولید شده‌است. طراحی آن خودروهای موتور جلو-محور عقب بوده‌است.

## نسل دوم (بی۱، ۱۹۹۴–۱۹۹۹)
این نسل امگا، علاوه بر ایران در سایر کشورهای دنیا با نام‌های واکسهال امگا و کادیلاک کاترا عرضه شد. اکثر امگاهای موجود در ایران را شرکت ملبا (نماینده رسمی اپل در ایران) در سال‌های ۱۹۹۵ تا ۱۹۹۷ وارد کشور کرد (ثبت نام امگا در سال ۱۳۷۲ هجری شمسی آغاز شد).
از میان طیف گسترده پیشرانه‌های عرضه شده برای امگا، تنها مدل‌های مجهز به پیشرانه‌های ۴ سیلندر ۲ لیتری و تعداد محدودی مدل‌های ۶ سیلندر۳ لیتری وارد کشور شدند.
مدل شش سیلندر از لحاظ امکانات رفاهی شامل ترمزهای ضد قفل، کنترل هرزگردی T/C ، آنتی ترپ، ایربگ، اینه الکتروکرومیک، و… می‌باشد
قدرت مدل 2.0 8V اسب بخار ۱۱۵ با حداکثر گشتاور ۱۷۵ نیوتن متر با کد X20SE
و مدل شش سیلندر ۲٫۵ اسب بخار ۱۶۷ و گشتاور ۲۲۷ نیوتن متر X25XE
و مدل شش سیلندر ۳٫۰ اسب بخار ۲۰۸ و گشتاور ۲۷۰نیوتن متر
X30xe
ایربگ،

## نگارخانه

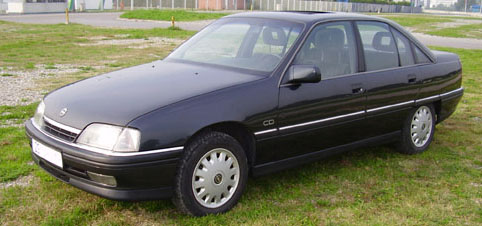
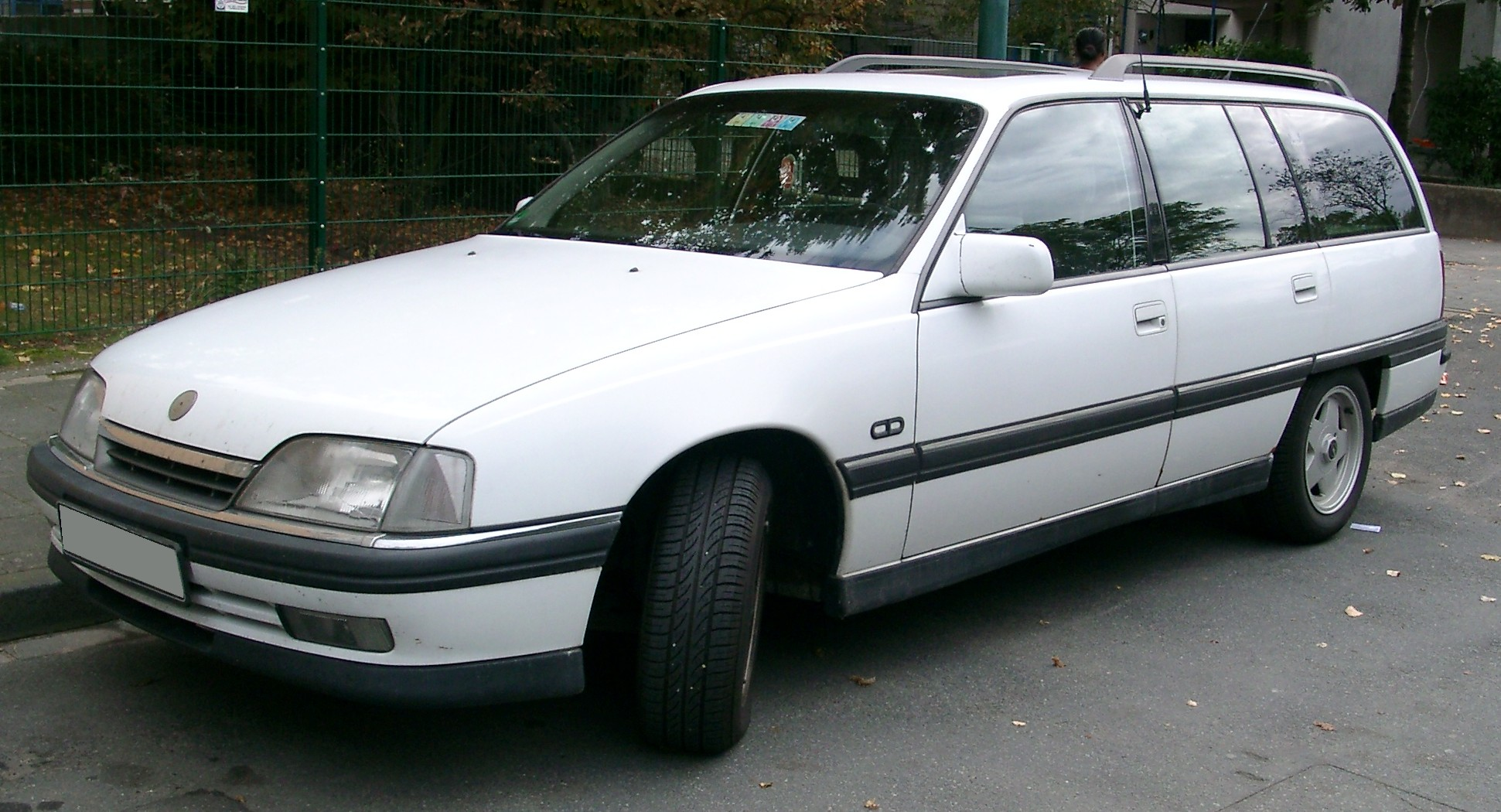
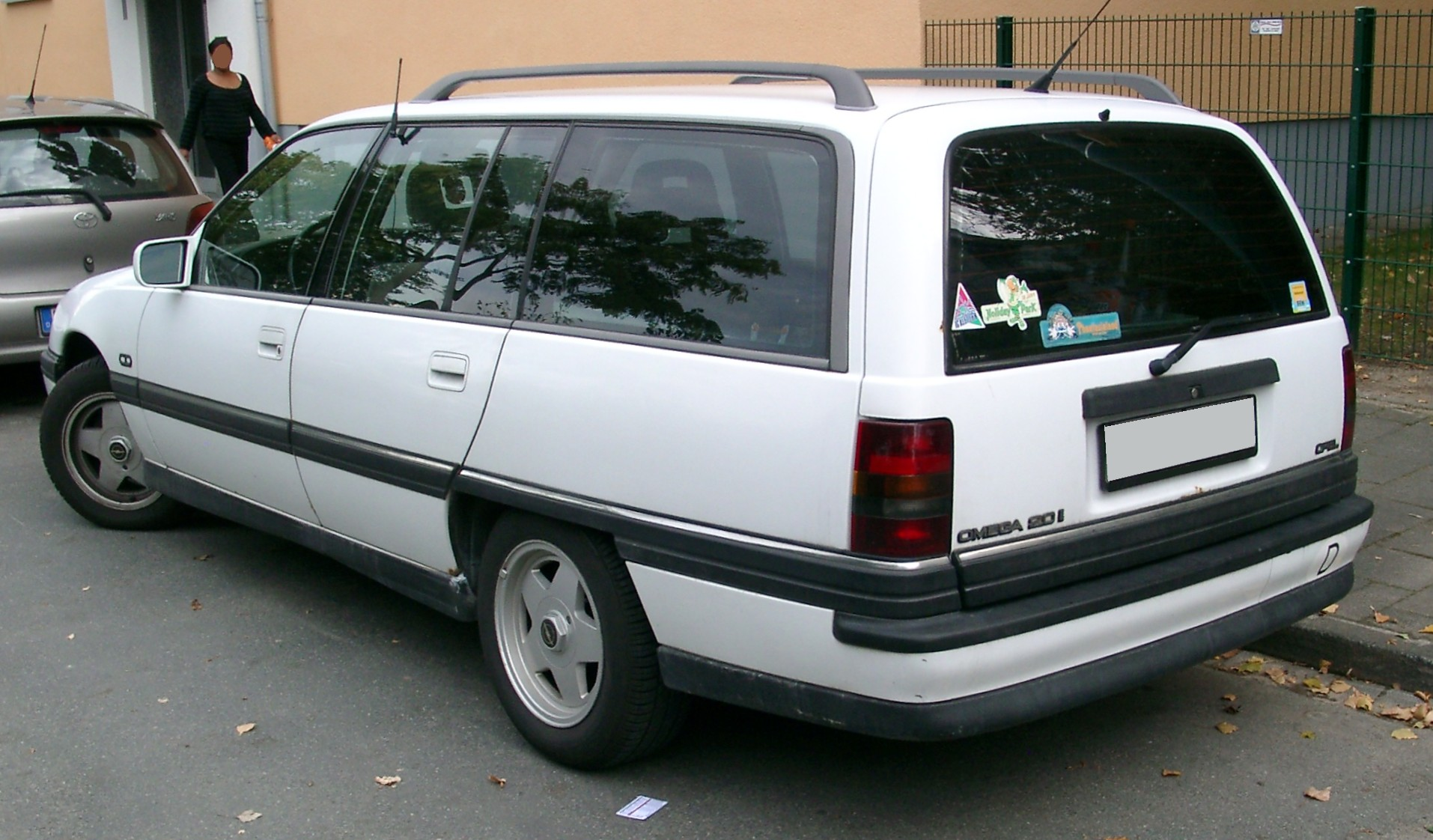
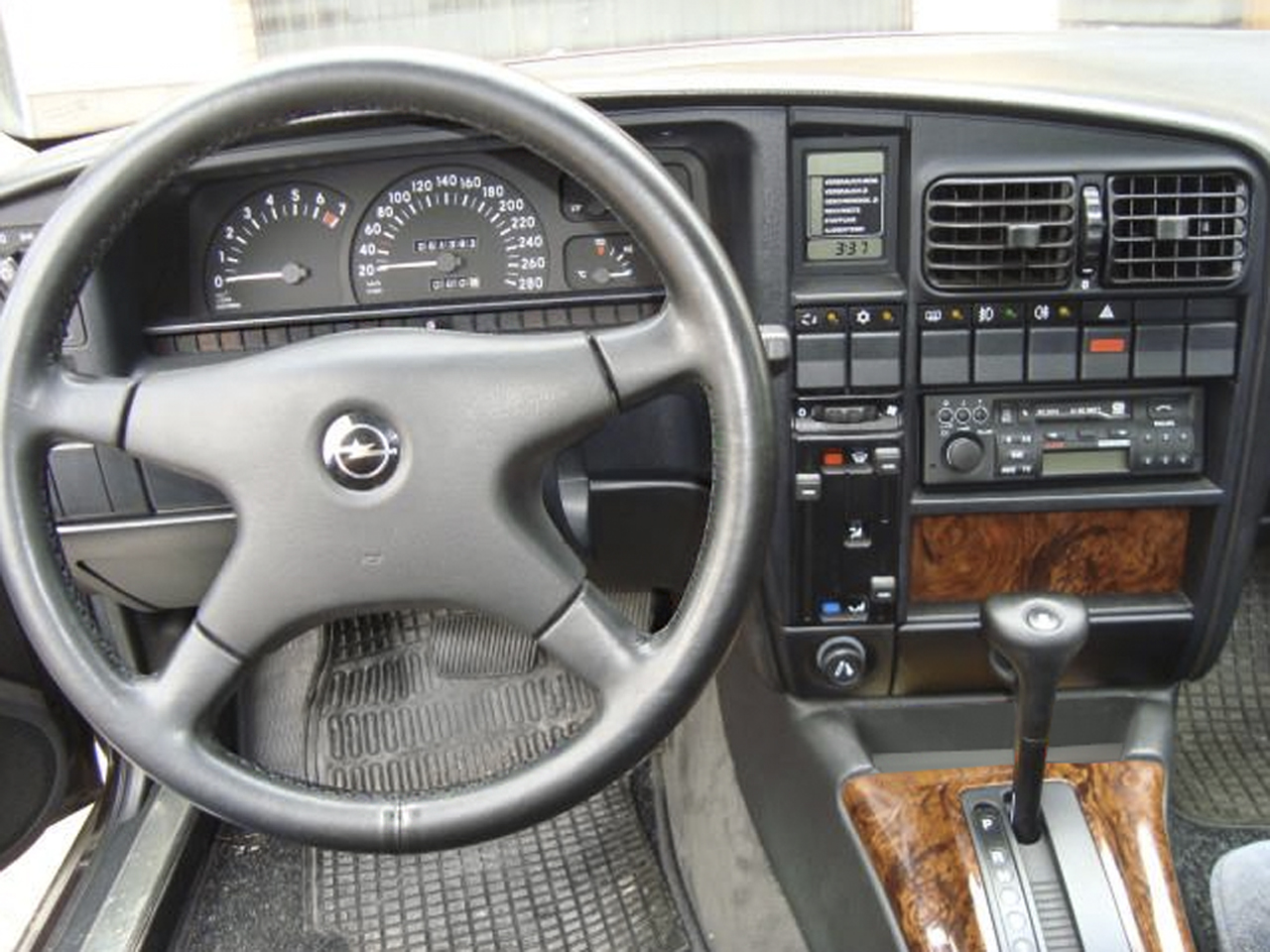